# オノンダガ郡 (ニューヨーク州)
オノンダガ郡 (英: Onondaga County) は、アメリカ合衆国ニューヨーク州にある郡である。人口は47万6516人（2020年）。郡庁所在地はシラキュースである。この郡の名称はこの地域に暮らしていたイロコイ連邦のオノンダガ族に敬意を表して付けられた。

## 地理
オノンダガ郡はニューヨーク州の西部中央部内、ユーティカの西部及びイサカの東部になる。アメリカ合衆国統計局によると、この郡は総面積2,087 km2 (806 mi2) である。このうち2,021 km2 (780 mi2) が陸地で66 km2 (25 mi2) が水域である。総面積の3.15%が水域である。オノンダガ湖はこの郡内の多数の大きなコミュニティーと接している。

## 人口動勢

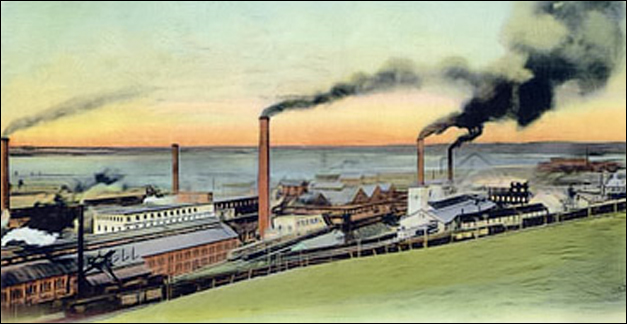
シラキュースの炭酸ナトリウム工場（1900年）

以下は2000年国勢調査における統計データである。
| - 人口: 45万8336人 - 世帯数: 18万1153世帯 - 家族数: 11万5394家族 - 人口密度: 227人/km²（587人/mi²） - 住居数: 19万6633軒 - 住居密度: 97軒/km²（252軒/mi²） - 収入の中央値 - 世帯: 4万0847米ドル - 家族: 5万1876米ドル - 性別 - 男性: 3万9048米ドル - 女性: 2万7154米ドル - 人口1人当たりの収入: 2万1336米ドル - 貧困線以下 - 対人口: 12.2% - 対家族数: 8.6% - 18歳未満: 15.5% - 65歳以上: 7.1% | - 18歳未満: 25.8% - 18-24歳: 9.5% - 25-44歳: 28.8% - 45-64歳: 22.1% - 65歳以上: 13.8% - 年齢の中央値: 36歳 - 性比（女性100人に対する男性の人口） - 総人口: 91.7 - 18歳以上: 87.7 - 白人: 84.78% - アフリカ系アメリカ人: 9.38% - ネイティブ・アメリカン: 0.86% - アジア人: 2.09% - 太平洋諸島系: 0.03% - その他の人種: 0.89% - 混血: 1.97% - ヒスパニック・ラテン系: 2.44% |

## 都市、町、村、及び小集落
シラキュースはオノンダガ郡内で唯一の都市である。以下は公式な町と村の完全な一覧、及び非公式な小集落の部分的な一覧である：
| 町          | 村                           | 小集落                           |
| ----------- | ---------------------------- | -------------------------------- |
| Camillus    | Camillus                     | Fairmount                        |
| シセロ      | North Syracuse (一部内)      |                                  |
| Clay        | North Syracuse (一部内)      | Brewerton                        |
| De Witt     | East Syracuse                | Jamesville                       |
| Elbridge    | Elbridge、Jordan             |                                  |
| Fabius      | Fabius                       |                                  |
| Geddes      | Solvay                       | Lakeland、Westvale               |
| LaFayette   |                              | LaFayette                        |
| Lysander    | Baldwinsville (一部内)       |                                  |
| Manlius     | Fayetteville、Manlius、Minoa |                                  |
| Marcellus   | Marcellus                    |                                  |
| オノンダガ  |                              | Nedrow                           |
| Otisco      |                              |                                  |
| Pompey      |                              |                                  |
| Salina      | Liverpool                    | Galeville、Lyncourt、\|Mattydale |
| Skaneateles | Skaneateles                  |                                  |
| Spafford    |                              |                                  |
| Tully       | Tully                        |                                  |
| Van Buren   | Baldwinsville (一部内)       | Seneca Knolls、Village Green     |

"(一部内)" は村が複数の町の境に渡っていることを示している。